# Мирослав Блажевич
Мирослав «Чіро» Блажевич (хорв. Miroslav "Ćiro" Blažević; 10 лютого 1935, Травник, Королівство Югославія — 8 лютого 2023) — югославський футболіст, нападник,  хорватський та швейцарський футбольний тренер. Найбільшого успіху у тренерській кар'єрі досяг зі збірною Хорватії, яка зуміла посісти третє місце на чемпіонаті світу 1998 року. З 2008 року по 2010 рік був головним тренером збірної Боснії і Герцеговини.

## Футбольна кар'єра

### Кар'єра гравця
Мирослав Блажевич народився в сім'ї боснійських хорватів у Травнику, Югославія, на території нинішньої Боснії і Герцеговини. Починав грати в клубі «Сараєво», виступав у «Рієці» і загребському «Динамо», пізніше переїхав до Швейцарії, де виступав за місцеві клуби. Його кар'єра як футболіста, за власним визнанням, складалася досить посередньо, внаслідок чого він відносно рано став тренером.

### Тренерська кар'єра

#### Початок кар'єри
Тренерську кар'єру розпочав у 1968 році в Швейцарії, де його першим клубом як тренера став скромний «Веве», потім Блажевич очолив свій колишній клуб «Сьйон», в якому працював до 1972 року. У 1973—1974 роках тренував «Лозанну», а в 1975—1976 працював з національною збірною Швейцарії.

#### Перші успіхи
У 1979 році Блажевич повернувся в Югославію і очолив «Рієку». Після того, як його клуб зміг зайняти в сильному югославському футбольному чемпіонаті 10-е місце, в 1980 році він пішов у загребське «Динамо», одну з чотирьох найсильніших команд країни (три інші — «Црвена Звезда», «Партизан» і «Хайдук»). Після посередньо проведеного першого сезону, коли «Динамо» фінішувало лише п'ятим, Мирослав Блажевич назавжди увійшов в історію клубу, привівши команду в 1982 році до перемоги в чемпіонаті Югославії — вперше за 24 роки.
У наступному році «Динамо» виграло Кубок Югославії і вело боротьбу за чемпіонство з «Хайдуком» і белградським «Партизаном», який і виграв титул. Блажевич вперше покинув «Динамо». Він заявляв, що він змушений був тікати з країни, так як йому загрожував арешт як одному з лідерів хорватських націоналістів; в той час він потрапив у немилість влади і багато хто побачив у цьому лише найчистішу саморекламу.
Тим не менш «Чіро» повернувся в Швейцарію і в 1984 році виграв швейцарський чемпіонат разом із «Грассгоппером». Після цього він у 1985 році деякий час тренував грецький клуб ПАОК із Салоніків. У 1986 році Блажевич повернувся в Югославію, де цього разу очолив клуб «Приштина», з автономного краю Косово. Під його керівництвом косовари вийшли у вищий югославський дивізіон, що знову зробило тренера народним героєм, цього разу — косовських албанців, що складали в цьому краї більшість.
У тому ж році Блажевич вдруге став тренером «Динамо» (Загреб). В цей період він не зміг досягти якого-небудь значного результату і внаслідок цього в 1988 році знову покинув клуб. Його наступною командою став французький «Нант», цю команду він тренував до 1990 року. Робота у «Нанті» супроводжувалася серією припущень про залучення клубу в скандал з договірними матчами, через що потрапили у в'язницю такі високі футбольні керівники як Бернар Тапі, власник марсельського «Олімпіка».

#### Робота зі збірною Хорватії
У 1990 році, з проголошенням незалежності Хорватії, «Чіро» всупив у Хорватську демократичну співдружність і став вірним соратником і другом президента Франьо Туджмана. Під час третього пришестя в «Динамо» (яка тепер носило назву «Кроація») Блажевич обіймав одночасно посади тренера і президента клубу. Під його керівництвом «Кроація» виграла чемпіонат (в 1993) і Кубок (у 1994), але потім він покинув свій клуб, щоб зосередитися на роботі в національній збірній Хорватії.
З 1994 року Блажевич тренував збірну за сумісництвом, у складі тренерського тандему з Томиславом Івичем, але вже через рік повністю переключився на керівництво збірної, якій належало брати участь у першому в історії відбірковому турнірі до чемпіонату Європи. Хорватія виграла перше місце в групі, сенсаційно перегравши в гостях збірну Італії, і безпосередньо вийшли на Євро-96 в Англії. Блажевич завдяки цьому успіху отримав деяку міжнародну популярність.
Хорватія пройшла групову стадію чемпіонату Європи, перемігши Туреччину і чинних чемпіонів континенту — збірну Данії, програвши в останньому матчі Португалії. У чвертьфіналі їм належало зустрітися із сильною збірною Німеччини, яка перемогла з рахунком 2:1 і надалі виграла турнір.
Проте головний успіх чекав збірну попереду. Хорватія у відбірковому турнірі чемпіонату світу 1998 року зайняла друге місце в групі позаду збірної Данії і в стикових матчах виявилася сильнішою збірної України, кваліфікуючись на фінальний турнір у Франції.
Хорватська збірна зразка 1998 року була сповнена відмінних гравців, що грали на той момент в кращих європейських клубах. Це передусім були такі футболісти як Звонимир Бобан, Давор Шукер і Славен Билич, які показували під керівництвом Блажевича відмінний футбол. У Франції ця команда створила одну з найголовніших сенсацій, зайнявши на турнірі третє місце, здобувши бронзові медалі турніру. У груповій стадії Хорватія перемогла збірні Японії та Ямайки, дозволивши собі в третьому матчі програти Аргентині в матчі за перше місце. В серії плей-офф команда пройшла Румунію, перемігши 1:0 завдяки голу, забитому з пенальті. У чвертьфіналі збірній знову протистояла команда Німеччини. Чіро і його футболісти помстилися за поразку дворічної давнини, розгромивши діючих чемпіонів Європи з рахунком 3:0. Збірну Хорватії змогли зупинити лише господарі турніру французи, здобувши у півфіналі досить незаслужену за змістом гри перемогу з рахунком 2:1. Слід зазначити, що Блажевич прийняв вельми спірне тренерське рішення в тому матчі, не випустивши на поле за рахунку 1:1 свого найталановитішого футболіста Роберта Просинечки. Замість цього він вирішив після перерви замінити травмованого Звонимира Бобана на Сильвіо Марича; у підсумку команда не змогла забити, але сама пропустила, зупинившись за крок від фіналу. У матчі за третє місце Просинечки грав у стартовому складі і відзначився забитим м'ячем і результативним пасом, що призвів до другого голу хорватів. «Клітчасті» перемогли збірну Нідерландів з рахунком 2:1 і завоювали бронзу. Як і в 1982 році, «Чіро» Блажевич знову став національним героєм Хорватії.
Подальша його робота в хорватській збірній не була такою успішною. Команда провалила відбірковий турнір європейського чемпіонату 2000 року, фінішувавши на невтішному третьому місці в групі, позаду збірних Югославії та Ірландії. Блажевич зберіг свою посаду і почав будувати нову команду, залучаючи до ігор молодих футболістів. Однак, відбірковий турнір до чемпіонату світу 2002 року збірна розпочала з двох нічиїх, після чого восени 2000 року тренер був змушений подати у відставку.

#### Пізніший етап кар'єри
Ставши добре відомим завдяки сенсаційному успіху 1998 року, Блажевич прийняв пропозицію очолити національну збірну Ірану. Він швидко завоював прихильників серед багатьох іранських вболівальників. Тренер дотримувався тактики 3-5-2, з якою Іран грав на попередніх Азійських Іграх 1996 року, на яких команда посіла третє місце. Він також залучив до ігор збірної нових гравців, таких як Рахман Резаї, Джавад Некунам і Мірзапур. Після того, як збірна Ірану поступилася у стиковий грі відбірного турніру чемпіонату світу 2002 року, програвши за сумою зустрічей збірній Ірландії 1:2, Блажевич повернувся в Хорватію.
Спочатку він врятував від вильоту в нижчу лігу «Осієк», а потім знову повернувся в «Динамо». У цей період керівництва загребським клубом Блажевич виграв чемпіонат Хорватії 2003 року, але в тому ж році знову покинув команду, після конфлікту з давнім другом, віце-президентом «Динамо» Здравко Мамичем. Кілька місяців Блажевич тренував словенський клуб «Мура», після чого прийшов у хорватський «Вартекс», де пропрацював до кінця сезону.
Перед сезоном 2005/06 було сенсаційно оголошено про те, що Блажевич очолить найпринциповішого суперника загребського «Динамо» — «Хайдук» зі Спліта. Багато вболівальників «Хайдука» скептично поставилися до такого призначенням, але знайшлися й такі, які бачили в тренері насамперед висококласного фахівця, здатного повернути команді її колишню славу. Ці очікування не виправдалися, «Хайдук» під керівництвом Блажевича відразу ж вилетів з розіграшу європейських турнірів, поступившись із загальним рахунком 0:8 угорському «Дебрецену», причому в матчі-відповіді команда зазнала принизливий розгром на своєму полі з рахунком 0:5. Стартові матчі також були вкрай невдалими, і в результаті вже 18 вересня 2005 року Чіро був змушений піти у відставку, поступившись посадою Ігору Штимацу, колишньому гравцеві «Хайдука» і одному з головних своїх прихильників у керівництві клубу.
З жовтня 2005 по червень 2006 року Блажевич працював у швейцарському «Ксамаксі» з Невшателя. З сезону 2006/07 він знову працював у Загребі, тренував місцевий ФК «Загреб», але влітку 2008 року покинув клуб і очолив національну збірну Боснії і Герцеговини.

## Політична діяльність
Був прихильником ХДС у часи керівництва партією Франьо Туджманом, який проводив націоналістичну політику, Блажевич розійшовся в поглядах з новим лідером ХДС Іво Санадером, прихильником інтеграції до Євросоюзу. З цієї причини він вирішив брати участь у виборах Президента Хорватії в 2005 році як незалежний кандидат. Передвиборчі прогнози пророкували йому не менше 1-2 % голосів, проте, у підсумку за нього було подано 17847 голосів, що склало 0,80 % від загального числа виборців, внаслідок чого Блажевич вибув з президентської гонки вже в першому турі.

## Досягнення
Як тренера клубів
- Володар Кубка Швейцарії: 1973/74 («Сьйон»)
- Чемпіон Югославії: 1981/82 («Динамо» Загреб)
- Володар Кубка Югославії: 1982/83 («Динамо» Загреб)
- Чемпіон Швейцарії: 1983/84 («Грассгоппер»)
- Чемпіон Хорватії (2): 1992/93, 2002/03 («Кроація», «Динамо» Загреб)
- Володар Кубка Хорватії: 1992/93 («Кроація»)
- Володар Суперкубка Хорватії: 2002 («Динамо» Загреб), 2005 («Хайдук»)
- Перша Ліга Боснії і Герцеговини з футболу: 2013/14 («Слобода Тузла»)

Як тренера збірної
- Бронзові медалі чемпіонату світу з футболу 1998 року (збірна Хорватії)